# Miguel Benítez de Castro
Miguel Benítez de Castro (Las Cabezas de San Juan, 1892 - El Coronil, ?) fue un escritor español de mediados del siglo XX. 
Poeta académico de la Real Academia Sevillana de Buenas Letras, publicó "El Valle de las Musas", su obra más representativa, en 1965 obteniendo variedad de reconocimientos. Publicó poemas en tiradas locales de fuera de su lugar de residencia, como puede ser el boletín "Adarve" del casino de Priego de Córdoba, regionales de diferentes zonas de España, como el semanario machego "La Voz del Distrito" y también en publicaciones de tirada nacional como "La Vanguardia" edición española.
Aparte de la poesía, también cultivó el periodismo, donde participó en varias publicaciones firmando con su nombre y también con el pseudónimo "El Recopilador Sevillano". La Federación Española de Centros de Iniciativa y Turismo le otorgó el primer premio de artículos de prensa en 1952.
Habiendo sido maestro nacional de profesión, El Coronil, pueblo en el que residió desde su juventud hasta su fallecimiento, le dedicó en la década de los 70 del siglo XX, una calle de nueva creación donde se ubican actualmente los centros educativos de la localidad. 